# Giungano
Giungano község (comune) Olaszország Campania régiójában, Salerno megyében.

## Fekvése
A megye nyugati részén fekszik. Határai: Capaccio, Cicerale és Trentinara.

## Története
Első említése 1034-ből származik, amikor a cavai apátsághoz tartozott. A következő századokban nemesi birtok volt. A 19. században nyerte el önállóságát, amikor a Nápolyi Királyságban felszámolták a feudalizmust.

## Népessége
A népesség számának alakulása:

## Főbb látnivalói
- Sant’Andrea-templom
- Santa Maria Assunta-templom